# Artemó (heretge)
Artemó (en llatí: Artemon) va ser un religiós romà considerat heretge, que va viure al començament del segle iii, segurament a Roma. Contra les seves doctrines va escriure el prevere Gai (Caius) cap a l'any 210, segons explica Foci.
Se'l considerava el precursor de les heretgies de Pau de Samòsata condemnades al Sínode d'Antioquia del 269. En aquest any no se sap si encara era viu però en tot cas els seus seguidors encara eren actius. Se sap que era deixeble de Teòdot de Bizanci.
L'heretgia explicava que Jesús era home mortal i fill de la Verge Maria i l'Esperit Sant, i que a través del baptisme va ser adoptat per Déu, de manera que no hauria arribat a la divinitat fins que no va ressuscitar. Els membres de la secta eren coneguts com a artemonites.